# Heterotropus hohlbecki
Heterotropus hohlbecki är en tvåvingeart som beskrevs av Paramonov 1947. Heterotropus hohlbecki ingår i släktet Heterotropus och familjen svävflugor.
Artens utbredningsområde är Turkmenistan. Inga underarter finns listade i Catalogue of Life.